# القصر (حفاش)

تعديل مصدري - تعديل

القصر هي إحدى قرى عزلة حماطة بمديرية حفاش التابعة لمحافظة المحويت، بلغ تعداد سكانها 131 نسمة حسب تعداد اليمن لعام 2004.